# Not Giving Up on Love
«Not Giving Up on Love» (с англ. — «Не перестану верить в любовь») — песня нидерландского диджея Армина ван Бюрена, записанная при участии британской певицы Софи Эллис-Бекстор, выпущена 20 августа 2010 года на лейбле Armada Music. Песня стала вторым синглом с альбома Бюрена Mirage и четвёртым с альбома Бекстор Make a Scene. В 2011 году песня номинировалась на премию «International Dance Music Awards» в категориях «Лучший танцевальный трек» и «Лучший транс-трек», в которой одержал победу.

## Создание и релиз
Песня была написана австралийскими авторами Оливией и Мириам Нерво, а также Софи Эллис-Бекстор. Премьера песни состоялась 11 июля 2010 года на шоу «The Dermot O’Leary Show» в эфире BBC Radio 2, где Софи исполнила её акустическую версию. 12 августа в передаче «A State of Trance» впервые прозвучала инструментальная часть, Бюрен сыграл удлинённую версию трека. 20 августа состоялся релиз сингла.

## Музыкальное видео
Видеоклип на «Not Giving Up on Love» был снят на Ибице, Испания, британским клипмейкером Софи Мюллер, которая ранее уже снимала для Бекстор видеоклипы на такие хиты как «Murder on the Dancefloor» и «Music Gets the Best of Me» и других. Съёмки также проходили в августе в клубе «Amnesia Club» в городе Сан-Антонио-Абад. По словам Бюрена, съёмка в клубе прошла всего за одну ночь, тогда же песня впервые прозвучала вживую, исполнение её было снято с одного дубля. Премьера на MTV состоялась 17 августа 2010 года.

## Критический приём
Сингл получил тёплые отзывы критиков, в основном они отмечали атмосферу песни и видеоклипа. Положительные оценки дали рецензенты из Allmusic, BBC Music, Digital Spy, Clixie Music, Sputnikmusic и прочих.

## Список композиций
| - Digital download — The Remixes Part 1 1. «Not Giving Up on Love» (Album Version) — 2:53 2. «Not Giving Up on Love» (Extended Version) — 6:52 3. «Not Giving Up on Love» (Dash Berlin 4AM Mix) — 7:06 4. «Not Giving Up on Love» (Jorn van Deynhoven Remix) — 6:54 - Digital download — The Remixes Part 2 1. «Not Giving Up on Love» (Armin van Buuren Remix) — 7:01 2. «Not Giving Up on Love» (Mischa Daniels Mode) — 7:04 3. «Not Giving Up on Love» (Glenn Morrison Remix) — 7:29 4. «Not Giving Up on Love» (Jorn van Deynhoven Dub Mix) — 6:54 - Juno digital download 1. «Not Giving Up on Love» (Nicola Fasano and Steve Forest Remix Edit) — 3:09 2. «Not Giving Up on Love» (Paul and Luke Remix Edit) — 3:36 3. «Not Giving Up on Love» (Samuele Sartini Remix Edit) — 3:33 4. «Not Giving Up on Love» (Simon De Jano Remix Edit) — 4:00 5. «Not Giving Up on Love» (Nicola Fasano and Steve Forest Remix) — 5:39 6. «Not Giving Up on Love» (Paul and Luke Remix) — 6:38 7. «Not Giving Up on Love» (Samuele Sartini Remix) — 6:14 8. «Not Giving Up on Love» (Simon De Jano Remix) — 6:44 | - German CD single 1. «Not Giving Up on Love» (Radio Version) — 2:53 2. «Not Giving Up on Love» (Extended Version) — 6:52 3. «Not Giving Up on Love» (Dash Berlin 4AM Mix) — 7:06 4. «Not Giving Up on Love» (Jorn van Deynhoven Remix) — 6:54 5. «Not Giving Up on Love» (Mischa Daniels Mode) — 7:04 6. «Not Giving Up on Love» (Glenn Morrison Remix) — 7:29 - UK digital download — The Remixes Part 1 1. «Not Giving Up on Love» (Radio Edit) — 2:53 2. «Not Giving Up on Love» (Extended Version) — 6:52 3. «Not Giving Up on Love» (Armin van Buuren Remix) — 7:01 4. «Not Giving Up on Love» (Jorn van Deynhoven Remix) — 6:54 5. «Not Giving Up on Love» (Dash Berlin 4AM Mix) — 7:06 6. «Not Giving Up on Love» (Zodiax Dub Mix) — 5:26 - UK digital download — The Remixes Part 2 1. «Not Giving Up on Love» (Zodiax Remix) — 5:45 2. «Not Giving Up on Love» (Mischa Daniels Mode) — 7:05 3. «Not Giving Up on Love» (Glenn Morrison Remix) — 7:29 4. «Not Giving Up on Love» (Jorg Schmid Remix) — 5:22 5. «Not Giving Up on Love» (Jorn van Deynhoven Dub Mix) — 6:54 6. «Not Giving Up on Love» (Zodiax Radio Edit) — 3:19 |

## Чарты
| Чарт (2010–11)                                 | Пиковая позиция |
| ---------------------------------------------- | --------------- |
| Бельгия/Фландрия (Ultratop 50)                 | 26              |
| Бельгия/Валлония (Ultratip Bubbling Under)     | 24              |
| Нидерланды (Single Top 100)                    | 8               |
| Европа (European Hot 100)                      | 35              |
| Польша (Polish Airplay Top 100)                | 1               |
| Польша (Dance Top 50)                          | 21              |
| Польша (Video Chart)                           | 1               |
| Россия (Tophit)                                | 3               |
| Испания (PROMUSICAE)                           | 4               |
| Великобритания (OCC UK Dance)                  | 27              |
| Великобритания(The Official Charts Company)    | 165             |
| США (Billboard Hot Dance Airplay)              | 3               |
| США (Billboard Dance/Electronic Digital Songs) | 36              |

### Годовые чарты
| Чарт                                 | Позиция |
| ------------------------------------ | ------- |
| Нидерланды (Dutch Top 40)            | 89      |
| Нидерланды (Downloaden Dutch Top 40) | 90      |